# Richmond (New Hampshire)
Pour les articles homonymes, voir Richmond.
Richmond est une municipalité américaine située dans le comté de Cheshire au New Hampshire. Selon le recensement de 2010, sa population est de 1 155 habitants.

## Géographie
La municipalité s'étend sur 37,77 milles carrés (97,82 km2), dont 0,20 milles carrés (0,52 km2) d'étendues d'eau.

## Histoire
La localité est fondée en 1735 par des militaires de retour du Canada, menés par Joseph Sylvester. Sylvester-Canada devient une municipalité en 1752 et est renommée en l'honneur de Charles Lennox (3e duc de Richmond), un proche du gouverneur Benning Wentworth.